# Спеос Артемідос
Спеос Артемідос — археологічна пам'ятка в Єгипті. Розташована за 2 кілометри на південь від некрополя Середнього царства у Бені-Хасані, та за 28 км на південь від Ель-Міньї.

## Археологія
У Спеос Артемідос розташовано два храми, присвячених Пахету. Їх було вирубано у скелях на східному березі Нілу. Один з храмів, збудований царицею Хатшепсут, має архітрав, на якому міститься довгий текст, присвячений її перемогам над гіксосами.
Можливо, там розташовувались і більш ранні храми, але жодних згадок про них знайти не вдалось.